# دریای سرخ (ایالت سودان)
ایالت دریای سرخ (به عربی: ولایة البحر الأحمر) یکی از ۱۵ ایالت کشور سودان است. 

ایالت دریای سرخ سودان

مرکز آن شهر بور سودان است.